# Закон излучения Кирхгофа
Зако́н излуче́ния Ки́рхгофа — физический закон, утверждающий, что для заданных частоты и температуры отношение излучательной и поглощательной способностей всех тел универсально и равно излучательной способности абсолютно черного тела. Был установлен немецким физиком Густавом Кирхгофом в 1859 году.

## Описание
В современной формулировке закон звучит следующим образом:

Отношение излучательной способности любого тела к его поглощательной способности одинаково для всех тел при данной температуре для данной частоты и не зависит от их формы и химической природы.

Известно, что при падении электромагнитного излучения на некоторое тело часть его отражается, часть поглощается и часть может пропускаться. Доля поглощаемого излучения на данной частоте называется поглощательной способностью тела {\displaystyle a(\omega ,T)}. С другой стороны, каждое нагретое тело излучает энергию по некоторому закону, именуемому излучательной способностью тела {\displaystyle r(\omega ,T)}.
{\displaystyle a} является безразмерной величиной, а {\displaystyle r} измеряется в Вт/м2/c−1 (но может также быть переписана в зависимости от длины волны {\displaystyle r(\lambda ,T)} или от частоты в герцах {\displaystyle r(\nu ,T)}, тогда размерностью будет, соответственно, Вт/м2/м или Вт/м2/Гц).
Величины {\displaystyle a(\omega ,T)} и {\displaystyle r(\omega ,T)} сильно меняются при переходе от одного тела к другому, но, согласно закону излучения Кирхгофа, отношение испускательной и поглощательной способностей не зависит от природы тела и является универсальной функцией частоты и температуры:
{\displaystyle {\frac {r(\omega ,T)}{a(\omega ,T)}}=f(\omega ,T)}.
Функция {\displaystyle f(\omega ,T)} может быть конкретизирована, так как есть объект — абсолютно чёрное тело — для которого известны и числитель, и знаменатель дроби в левой части. По своему определению, оно поглощает всё падающее на него излучение, то есть для него {\displaystyle a(\omega ,T)=1}. Поэтому функция {\displaystyle f(\omega ,T)} совпадает с излучательной способностью {\displaystyle r_{blackbody}(\omega ,T)} абсолютно чёрного тела, описываемой формулой Планка, вследствие чего излучательная способность любого тела может быть найдена исходя из его поглощательной способности.
Реальные тела имеют поглощательную способность меньше единицы, а значит, и меньшую, чем у абсолютно чёрного тела, излучательную способность. Тела, поглощательная способность которых не зависит от частоты, называются серыми. Их спектр имеет такой же вид, как и у абсолютно чёрного тела. В общем же случае поглощательная способность тел зависит от частоты и температуры, и их спектр может существенно отличаться от спектра абсолютно чёрного тела. Изучение излучательной способности разных поверхностей впервые было проведено шотландским учёным Лесли при помощи его же изобретения — куба Лесли.
В теоретических исследованиях для характеристики спектрального состава равновесного теплового излучения удобнее пользоваться функцией частоты {\displaystyle f(\omega ,T)}. В экспериментальных работах удобнее пользоваться функцией длины волны {\displaystyle \phi (\lambda ,T)}. Обе функции связаны друг с другом формулой
{\displaystyle f(\omega ,T)={\frac {2\pi c}{\omega ^{2}}}\phi (\lambda ,T)={\frac {\lambda ^{2}}{2\pi c}}\phi (\lambda ,T)}

## Применение
Одной из сфер использования закона Кирхгофа является астрофизика, где он часто применяется в следующем виде:
{\displaystyle j_{\nu }=\alpha _{\nu }\cdot B_{\nu }\left(T\right)},
где
{\displaystyle j_{\nu }} — коэффициент излучения (энергия, излучаемая единичным объёмом в единичном интервале частот в единичный телесный угол за единицу времени);
{\displaystyle \alpha _{\nu }} — коэффициент поглощения с учётом вынужденного испускания ({\displaystyle \alpha _{\nu }=\chi _{\nu }\rho =1/l_{\nu }}, где {\displaystyle \rho } — плотность вещества, а {\displaystyle \chi _{\nu }} и {\displaystyle l_{\nu }} — соответственно непрозрачность и эффективная длина пробега фотонов для частоты {\displaystyle \nu });
{\displaystyle B_{\nu }(T)} — интенсивность излучения абсолютно чёрного тела.
Закон Кирхгофа справедлив только для случаев теплового равновесия. Однако, его часто применяют и для неравновесных систем, когда излучение не находится в равновесии с веществом и его распределение по частотам существенно отличается от планковского. При этом часто (но не всегда) предположение о термодинамическом равновесии между частицами излучающего вещества оказывается хорошим приближением. Степень отклонения от закона Кирхгофа может служить мерой отличия излучения космических объектов от теплового.